# Petrus Follingius
Petrus Follingius, död 1565 i Åbo, var en biskop i Åbo stift.
Petrus Follingius, som till en början skrev sitt namn Folling eller Follinger, skall enligt ett tillägg som Andreas Olavi Rhyzelius gjort till Paul Juustens biskopskrönika harhärstammat från Follinge i Allhelgona socken. Han studerade vid Köpenhamns universitet och blev möjligen magister där. 1547 förflyttades han från Vadstena till Linköping där han blev skolmästare. 1550 blev han kyrkoherde i Kärna socken men kallar sig ännu 1555 för lärare i Linköping och fick 1555 på nytt skolmästarplatsen i Linköping. 1558 tillsattes han som biskop i Åbo, enligt uppgift från inrådan av Andreas Olai. Gustav Vasa skall ha kritiserat Petrus Follingius för att han förde en vidlyftig representation. Han avsattes 1563 från ämbetet, vilket troligen hade att göra med att Erik XIV misstänkte honom för att sympatisera med hertig Johan. 1565 utsågs han till biskop i Reval men hann avlida innan han tillträdde tjänsten.